# Cosmos (NYANTORAのアルバム)
『Cosmos』（コスモス）は、NYANTORAの2枚目のアルバム。2003年4月2日、NOON RECORDSより発売。

## 解説
- SUPERCARのフロントマンであった中村弘二のソロプロジェクト・NYANTORAの2枚目のアルバム。
- 前作から約1年11ヶ月振りのリリースとなった。
- キャッチコピーは「Sound of space これが本当のNYANTORADITIONAL」
- アートワークは前作と同じくフルカワミキが担当
- ジャケットの内側にはUFOや惑星等の宇宙に関連したイラストが描かれている。

## 収録曲
1. WAVE (4:11)
アルバム収録曲では最後に制作された曲。
2. TAITAN (3:31)
PVが制作されている。監督は岩井俊雄。
3. BACK TO THE SPACE (3:30)
SUPERCARの解散直前にオフィシャルサイトで使用されていた。
4. JUPITER (3:58)
5. S.MOON (2:44)
元々は「SHADOW MOON」というタイトルだったが、中村自身がSHADOWという単語を好まないため「S.」と略された。
6. SQUARE SPACE (4:14)

全作曲・編曲：中村弘二